# 하브로크
하브로크(고대 노르드어: Hábrók)는 그림니르가 말하기를에서 “매 중 제일”이라고 언급되는 존재이다. 스노리 스투를루손의 귈피의 속임수에도 똑같은 내용이 인용된다. 그러나 이 생물에 대해 더 이상 주어지는 정보는 없다. "하브로크"는 "높은 바지"라는 뜻인데, 어쩌면 새의 다리가 길다는 뜻일 수도 있다.

나무 중 제일은 이그드라실이요,
배 중 제일은 스키드블라드니르요,
모든 신들 가운데 가장 위대한 것은 오딘이고,
말 중 제일은 슬레이프니르요,
다리 중에선 비프로스트, 스칼드에는 브라기,
매 중에선 하브로크, 개 중에서는 가름이 제일이라.